# L'Autre Femme (film, 1964)
Pour les articles homonymes, voir L'Autre Femme.
Pour plus de détails, voir Fiche technique et Distribution.
L'Autre Femme est un film français réalisé par François Villiers, sorti en 1964.

## Fiche technique
- Titre français : L'autre femme
- Titre de tournage français non retenu : Le canard boîteux
- Titre italien : Quella terribile notte
- Titre espagnol : La otra mujer
- Titre anglais : The other woman
- Réalisation : François Villiers
- Scénario : Rémo Forlani, Paul Gégauff, Jacques Sigurd et François Villiers d'après le roman de Luisa-Maria Linares
- Musique : Georges Delerue disponible sur 45 tours Philips 434.940 BE
- Chanson "La chanson de Léna" interprétée par : Anita
- Décors : Pierre-Louis Thévenet assisté d’ Adolfo Cofino
- Montage : Edouard Berne et Maryse Siclier
- Pays de production : France
- Genre : drame
- Date de tournage : 1963 - Tournage à Carbonéras en Espagne du 28-10 au 28-12-63.
- Date de sortie : 1964
- Avant-première à Cannes le 28-8-64 - Sortie Paris : 4-9-64.

## Distribution
- Annie Girardot : Agnès
- Francisco Rabal : Ricardo
- Alida Valli : Annabel
- Richard Johnson : Daniel
- Hella Petri
- Antonio Casas : Pedro
- Sancho Gracia

et Anna Mariscal, Candida Losada, Natalia Silva, Victor Upshaw, Pilar Lecer.

## Le sujet
(Résumé issu du travail de recherche et archives du biographe référent d'Annie Girardot : Alan O'Dinam)
Agnès Denis, jeune décoratrice parisienne de 28 ans, débarque sur une île espagnole à la suite d’une déception sentimentale. Elle fuit le monde, se jette dans l’inconnu comme d’autres se jettent à l’eau. Sur le long chemin qui mène du car à la villa de bord de mer prêtée par des amis, un inconnu l’aide à se protéger de l’orage et l’accompagne à sa demeure. Il lui explique qu’il habite “le farro”. Leur rencontre pourrait s’arrêter là mais Agnès voudrait savoir pourquoi tout le monde semble se défier de cet homme. Elle le demande à une Italienne portée sur le Whisky, Annabel, puis s’informe auprès des domestiques, plus soucieux de contrebandes que des intrigues amoureuses du voisinage. Pédro, jeune et beau contrebandier, pourrait distraire Agnès, mais elle est trop obsédée par Daniel, l’homme du “farro” et n’aura de cesse de l’avoir revu. Ricardo aussi pourrait lui plaire si elle n’était pas hypnotisée par Daniel et son histoire. Sa femme, Léna, a disparu, assassinée par son mari disent les uns, conquise par une aventure amoureuse, disent les autres. Daniel prétend que Léna est partie avec un autre homme... Agnès choisit de mener elle-même son enquête. Elle sait, et Daniel le savait aussi, que Lena n’était pas la femme qu’il décrivait, qu’elle sortait toutes les nuits avec tous les hommes. Elle a, avec Daniel, une explication décisive, pour eux, pour leur amour. Ils vont passer la nuit ensemble.
Le lendemain, Agnès reçoit un télégramme qui confirme qu’Annabel peut acheter sa maison. Elle s’explique avec Annabel qui savait que Pédro couchait avec Lena. Le soir où Lena a disparu, Pédro est revenu couvert de sang, mais Annabel, toujours amoureuse folle de Pedro préfère s’accuser du meurtre à la place de son jeune amant. Ricardo confie à Agnès qu’il a vu Daniel et Lena partir ensemble en voilier avant qu’on ne retrouve le corps de Lena. Elle s’explique alors avec Daniel, lui dit qu’elle sait que Pedro est l’assassin de Lena. Mais s’il était couvert de sang, Daniel affirme que c’est parce qu’ils se sont tous deux bagarré et qu’il l’a blessé. Mais pourquoi Pedro aurait-il tué Lena ? Sa vie avec elle était devenue impossible, sans cesse humilié. Il a voulu la faire taire... mais il a oublié le disque, incapable alors de retrouver le calme. Agnès supplie Daniel de casser ce disque, de déchirer toutes les photos de Lena, de rester avec elle et qu’ils partent ensemble en bateau pour toujours. La nuit, Agnès se réveille mais Daniel est parti et lui a laissé un mot :“Je dois être mon propre juge. Dommage”. Il a cassé le disque de Lena. Le bateau n’est plus là. Quand elle a cru enfin ne plus craindre “l’autre femme” et recommencer sa vie à trente ans, le destin en a décidé autrement. Elle se retrouve seule avec ses larmes, face à la mer.

## Annie Girardot et la critique
(Travail de recherche et archives du biographe référent d'Annie Girardot : Alan O'Dinam)
Dans la presse, on déplore un film fade, sans vie, d’après un scénario quelconque qui ne saurait être sauvé que par une grande habileté du réalisateur, et des comédiens habités par leur personnage.
Malgré tout le talent, tout le jeu intelligent d’Annie Girardot (...), on s’ennuie plutôt ferme. (Le Canard enchaîné, 9-9-64)
Voici sans doute le meilleur film de François Villiers, et ce n’est pas diminuer son mérite de metteur en scène, d’une sensibilité et d’une discrétion rares ici, que d’avouer ce qu’il doit à sa principale interprète, Annie Girardot, trouvant enfin (depuis Rocco) un rôle à la mesure de son talent, inégalable croyons-nous, et qui faisait Robert Kemp la comparer à Réjane (...). Des trouvailles de mise en scène dont la moindre n’est pas le mode de révélation terminale, la sûreté, l’intelligence extrême, la spontanéité (peut-être longtemps concertée) d’Annie Girardot..., tout cela fait de l’Autre femme l’un des plus attachants films que l’on puisse voir en cette rentrée. (Henry Magnan, Libération, 11-9-64)
Annie Girardot est condamnée à s’exprimer trop souvent par une mimique silencieuse, ce qui est tout à fait contraire à son talent de comédienne, si habile à faire valoir un texte. (Pierre Mazars, Le Figaro, 15-9-64)
Annie Girardot, elle, a pris son rôle au sérieux, et le style de son jeu frise l’atroce. La merveilleuse comédienne révélée par Visconti et Astruc devient ici une harpie mécanique dont les intonations de voix et les grimaces sont exaspérantes. (Mic. M., Les Lettres françaises, 17-9-64)
Annie Girardot s’adapte avec le talent qui la caractérise au rôle principal, composé de velléités impérieuses, de fatalisme et de douceur mêlée d’amertume. (Synchro, Le Soir, 30-7-65)
Document : Unifrance Film n°44, avril-juin 64 ; Télérama n°739, dimanche 15-03-64.
Un documentaire est en bonus du Blu Ray sorti en mars 2024 « Entre néoréalisme et nouvelle vague ». Jean Villiers (fils de François) et Jean Grousset (assistant réalisateur sur L’autre femme) évoquent François Villiers ainsi que les souvenirs du tournage du film.